# Nicolas Ghesquière
Nicolas Ghesquière (Nacido en 1971 en Comines, Francia. Creció en Loundun, Poitou-Charentes, Francia) es un diseñador de moda reconocido mundialmente y hasta diciembre de 2012 fue director de la casa de moda Balenciaga, propiedad de Grupo Kering (anteriormente conocido como Pinault-Printemps-Redoute). Actualmente es el director creativo de la firma francesa Louis Vuitton.
Hijo de un belga, dueño de un campo de golf en el pueblo de Poitevine en la región de Loundun y de una francesa, amante de la moda. Desde temprana edad Ghesquière disfrutó de los deportes (equitación, esgrima, natación), y muchas de sus colecciones están inspirados en ellos. Ha dicho que le encanta el elegante uniforme del esgrima. Ghesquière es fanático del director de cine estadounidense, Brian De Palma.
Creció en el pequeño pueblo de Loundun en el poniente de Francia (región donde se habla Poitevin-Saintongeais). Ghesquière anunció a los 12 años que quería ser un diseñador, aunque actualmente ha admitido que esto se debió en cierto sentido a su deseo adolescente por hacer algo diferente a lo que hacían sus padres y para mitigar el aburrimiento de la vida del pueblo. Así que para cuando tenía 12 años, Nicolas hacía esbozos de vestidos en sus libretas escolares, hacía vestidos con las cortinas de su madre y, con los cristales de candelabros de su abuela, aretes.
En vacaciones escolares trabajaba en talleres de diseñadores. A los 14 años obtuvo una pasantía con la diseñadora francesa Agnès B, el cual le fue remunerado con ropa. Más adelante trabajaría con Corinne Cobson, más tarde decidió que la moda requería de un duro trabajo y volvió a su casa para terminar con sus estudios.
Tras terminarlos, Nicolas trabajó de 1990 a 1992 como asistente del diseñador Jean-Paul Gaultier. Después trabajó en Pôles, diseñando la línea de ropa tejida, a lo que siguieron una serie de elecciones poco favorables incluyendo a la casa italiana de Callaghan.
Gracias a sus contactos con Marie-Amélie Sauve y Nathalie Marrec, de Balenciaga, Ghesquière eventualmente consiguió un trabajo en la firma diseñando para el mercado asiático de la misma. Ghesquière tomó, como una vez lo describió "lo que muchos podrían llamar como el peor puesto en la moda": diseñando uniformes y ropa para funerales para el mercado japonés de Balenciaga. Además, fue ascendido durante lo que se podría llamar como "tiempos críticos" para la "agonizante casa de moda"

## Balenciaga
En 1997, a los 25 años Ghesquière fue la sorprendente elección para dirigir Balenciaga como director creativo después de que su predecesor belga, Josephus Thimister, fuera despedido tras un desastroso desfile con una banda sonora que "dejaba sordas" a las personas, por lo que los asistentes vaciaron el recinto. Por entonces Balenciaga era propiedad del Groupe Jacques Bogart, en mala situación. Sus directivos se dieron cuenta de su talento cuando diseñó una pequeña colección para su subsidiaria japonesa. Es conocido por su sentido de la silueta.
Constantemente reinventándose y moviéndose en nuevas direcciones, cambió totalmente a Balenciaga. Un aspecto de la devoción del diseñador por el legado de la casa es su respeto por la elegancia e inventiva de Cristóbal Balenciaga. Sin embargo, aunque los archivos Balenciaga se encuentran guardados en el taller de Ghesquière, sólo puede acceder a ellos por cita con un custodio que normalmente no se encuentra ahí.
Sin embargo, le gusta repetir y trata de probar que está lejos de ser un nostálgico y a menudo utiliza sus recuerdos de "niño de los 80's" (como se ha descrito a sí mismo), y su visión sobre el futuro de la moda en sus creaciones. Ghesquière ve hacia el futuro con sus colecciones con una mezcla de elementos de ciencia ficción, formas orgánicas y clasicismo francés.
El Grupo Gucci (PPR) compró Balenciaga en el 2001. Ghesquière, quien quería permanecer ahí para expandir a Balenciaga, sólo podía ser adquirido mediante casa. "Es una feliz relación" afirma Ghesquière. "Ha funcionado porque ellos querían que yo les explicara lo que yo podía hacer con Balenciaga, y no al revés". Las colecciones de Ghesquière son frescas e innovadoras, pero cuentan también con un enorme impacto comercial; no tanto en términos de lo que él mismo vende (el suyo es un producto enrarecido y sofisticado) sino en términos de influencia para con otros diseñadores.

## Primeras Presentaciones
Al principio, era un completo desconocido. Su primera colección fue Primavera/Verano de 1998, una muy fuerte colección que regresaba a las raíces de Balenciaga, sin embargo poca gente asistió a su desfile.
Compitiendo en el calendario de las pasarelas de París con John Galliano en Dior, Alexander McQueen en Givenchy, Marc Jacobs en Louis Vuitton y Stella McCartney en Chloé, la primera colección de Ghesquière no tuvo un gran impacto. Para el año 2000, con siete colecciones respaldándolo, el panorama era muy distinto. Durante la colección pret-a-porter de Otoño/Invierno en febrero del 2001, cuando su desfile fue proclamado como "totalmente original" por Suzy Menkes, las creaciones de Ghesquière tenían tal demanda que la principal tienda de la marca en París no podía satisfacer las peticiones de los clientes.

## Fama
A menudo es referido como el diseñador de los diseñadores y se le compara su habilidad de sentir y de darle forma a la moda con la de Yves Saint Laurent. En octubre del 2000 fue nombrado diseñador vanguardista del año en los premios de Moda de VH1/Vogue, y un año después fue nombrado Diseñador del Año de Ropa Femenina por el CFDA. Recientemente Ghesquière apareció en la lista de las 100 personas más influyentes del 2005 de la Revista Time, el único diseñador de moda en la edición de ese año (exceptuando Ralph Lauren y Sean Combs, quienes sí aparecieron, pero no por la moda).
Ghesquière ha sido llamado "el diseñador más buscado y figura más influyente" (Revista Vogue Norteamericana), "el diseñador más intrigante y original de su generación, el más actualizado, y más buscado por los aficionados de la moda" (Godfrey Deeny). También es el hombre por el cual la normalmente seria Kate Moss hizo buenos comentarios "He tenido tanto Balenciaga, pero nunca es suficiente", y la actriz Chloë Sevigny afirmó: "Yo idolatro Balenciaga". íconos de la moda y "musas" como; Charlotte Gainsbourg, Gwyneth Paltrow, Sienna Miller, Mary-Kate y Ashley Olsen, la editora general de la revista norteamericana Vogue, Anna Wintour, la actriz Isabelle Huppert, el ícono de los años 1960 la actriz francófona Françoise Hardy , la modelo Irina Lazareanu, Amira Casar, la pianista de música clásica Hélène Grimaud, la actriz china Maggie Cheung y Marianne Faithfull usan su ropa.
La casa de Balenciaga diseñó los vestidos que Nicole Kidman y Jennifer Connelly usaron en la entrega del 2006 de los Premios de la Academia. También diseñó el vestido de novia que Kidman usó en su enlace matrimonial con el cantante Keith Urban. Kylie Minogue también usó vestidos de Balenciaga para su vídeo musical "Slow" y en su gira de conciertos.
En 2009, diseñó el vestido de novia de Salma Hayek.

## El futuro
Estableció a Balenciaga como una poderosa marca internacional, desarrollando perfumes, ropa para hombres y varias líneas de accesorios.
Cuando se le preguntó que si por seguir a la tradición de la firma reprime alguna parte de él, y si habiendo salvado a la marca querría crear la suya propia, con su nombre, sonriente Ghesquière contestó: "Tal vez haya salvado la casa de Balenciaga... pero ella también me ha salvado a mí. Sí, por supuesto que me gustaría crear algo que llevara mi nombre en algún momento, pero ahora mismo, estoy muy feliz. Balenciaga es un excelente resguardo para mí, tanto por mostrar mi trabajo como por protegerlo".[cita requerida]
A menudo viste la ropa de Maison Martin Margiela, otro diseñador al cual respeta profundamente. Como Margiela, gusta de no revelar mucho de su vida privada, e interesado en evitar el título de nueva celebridad de la moda, Ghesquière insiste en que nunca ha querido ser famoso. 
En noviembre de 2012 se anunció su salida de Balenciaga, confirmada por la empresa, que eligió para sustituirle al norteamericano Alexander Wang.
Desde 2013 desempeña el cargo de director creativo de la firma Louis Vuitton, donde sustituyó a Marc Jacobs.